# 県道115号 (台湾)
県道115号（けんどう115ごう）は、桃園市観音区観音国民小学校前から新竹県芎林郷新中正大橋を結ぶ、全長37.625kmの台湾の県道である。台1線と重複区間がある。

## 通過する自治体
- 桃園市
  - 観音区
  - 新屋区
  - 楊梅区
- 新竹県
  - 新埔鎮
  - 芎林郷

## 接続する道路
- 県道112号
- 県道114号
- 台1線
- 県道118号
- 県道123号
- 県道120号